# Bergmühle (Neustadt an der Waldnaab)
Bergmühle ist ein Stadtteil der Kreisstadt Neustadt an der Waldnaab im gleichnamigen Landkreis des bayerischen Regierungsbezirks Oberpfalz.

## Geographische Lage
Der Weiler  Bergmühle befindet sich am südöstlichen Stadtrand von Neustadt auf dem Nordufer der Floß.
300 m östlich von Bergmühle verläuft die Staatsstraße 2395 in Nord-Süd-Richtung.

## Geschichte
Die Bergmühle gehörte 1798 Josef Vogl.
Dann wechselte sie mehrfach den Besitzer und kam 1893 an Sebastian Kraus von der Tanzmühle bei Döllnitz.
Dieser gründete um 1900 in Bergmühle das Sägewerk Kraus, das bis heute (2019) besteht.
1916 baute Sebastian Kraus eine Ziegelei in Bergmühle.
1922 verkaufte er sie an Wallner, Tirschenreuth.
1923 brannte das Bretterlager des Sägewerks Kraus.
Wallner baute 1927 das Wohnhaus der Ziegelei.
1928 stellte die Ziegelei aus wirtschaftlichen Gründen den Betrieb ein.
Der Betrieb wurde von der Firma Krapf und Trinklein, Weiden, übernommen.
1929 kaufte Alfons Buligan die Ziegelei und das Wohnhaus.
1931 brannte die Kistenmacherei und die Dampfsäge im Sägewerk Kraus.
1937 brannten Stall, Stadel und Nebengebäude der Bergmühle.
Die Ziegelei wurde 1950 in eine GmbH umgewandelt.
1957 wurde der Betrieb eingestellt, da das Lehmvorkommen erschöpft war.
Das Sägewerk Kraus blieb in Familienbesitz.
Der Betrieb der Mahlmühle wurde eingestellt.

## Einwohnerentwicklung in Bergmühle ab 1817
| Jahr | Einwohner | Gebäude |
| ---- | --------- | ------- |
| 1817 | 3         | 1       |
| 1838 | 7         | 1       |
| 1871 | 8         | 5       |
| 1885 | 8         | 1       |
| 1900 | 10        | 1       |
| 1913 | 32        | 1       |
| 1925 | 53        | 4       |
| 1970 | 44        | k. A.   |